# Aristolochia littoralis
Aristolochia littoralis Parodi – gatunek rośliny z rodziny kokornakowatych (Aristolochiaceae Juss.). Występuje naturalnie w Brazylii oraz północnej Argentynie. Ponadto został naturalizowany i jest uprawiany w strefach tropikalnej i subtropikalnej, między innymi w północnej i środkowej części Florydy.

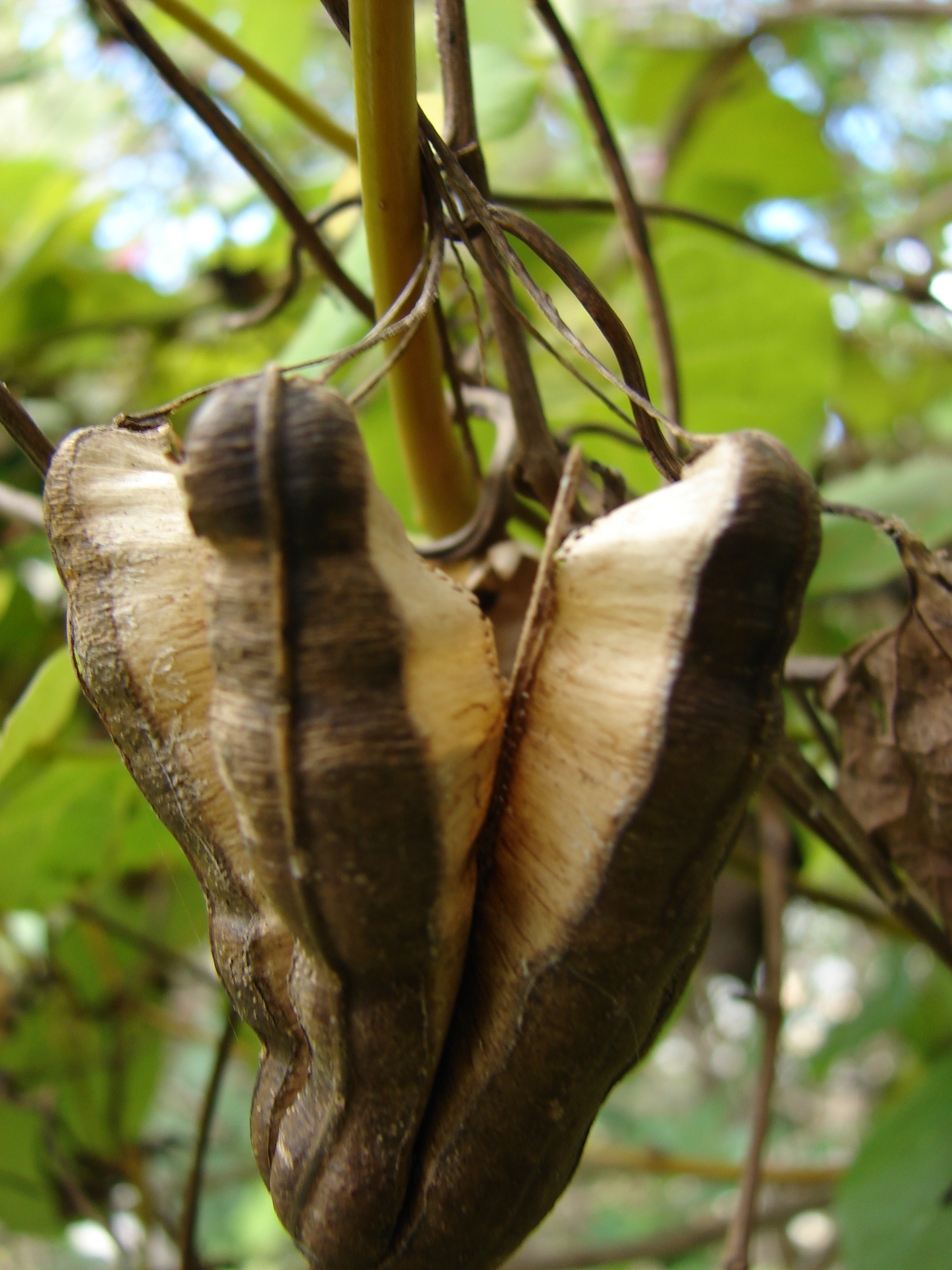
Owoce

## Morfologia
PokrójPnącze o nagich pędach. Dorasta do 2 m wysokości.
LiścieMają owalnie sercowaty lub nerkowo sercowaty kształt. Mają 7–9 cm długości oraz 6–10 cm szerokości. Mają siną barwę. Nasada liścia ma grotowaty, podwójnie klapowany kształt. Z tępym wierzchołkiem. Ogonek liściowy jest nagi i ma długość 5 cm. Nibyprzylistki mają 15 mm długości.
KwiatyPojedyncze. Wydzielają przyjemny aromat. Mają żółto-zielonkawą lub białą barwę i 3 cm długości. Są opuchnięte u podstawy. Są osadzone na bezwłosych szypułkach o długości 7 cm.
OwoceTorebki o cylindrycznym kształcie. Są pomarszczone. Mają 4,5–6,5 cm długości i 2,5 cm szerokości.

## Biologia i ekologia
Lubi stanowiska w półcieniu. Preferuje gleby o odczynie obojętnym – od 6,6 do 7,5 pH.
Wszystkie części rośliny są trujące. Niektóre źródła podają, że larwy motyli Battus philenor z rodziny paziowatych umierają po żerowaniu na tej roślinie. Na obszarach, gdzie ten gatunek został naturalizowany, jest czasami uważany za szkodliwy chwast lub roślinę inwazyjną.